# William Penn
William Penn, född 14 oktober 1644 i London, död 30 juli 1718 i Ruscombe i Berkshire, var en engelsk kväkare och grundläggare av delstaten Pennsylvania i USA. 

## Biografi
Penn, som kom från en högättad familj, studerade vid universitetet i Oxford, men relegerades 1661 på grund av invändningar mot den anglikanska kyrkan. Penn blev kväkare 1665 och 1667 började han arbeta som predikant och författare för kväkarna. Bland annat utgav han The sandy foundation shaken (1668) och No, cross, no crown (1669). Penns verksamhet ådrog honom myndigheternas misshag, och han satt 1668-1671 flera gånger fängslad. 1672 förändrade sig situationen sedan Karl II utfärdat indulgensförklaringen. Kungen visade på flera sätt sin gunst mot Penn. Samtidigt erhöll han stora rikedomar i arv efter sin far, politikern och amiralen William Penn. 
Han började nu ivrigt sysselsätta sig med planer på att etablera en koloni för sina trosvänner i Amerika, och 1674-1681 inköpte han tillsammans andra kväkare kolonin New Jersey. För att kvitta en gammal fordran han hade på den engelska kronan 1681 fick han området sydväst härom sydväst om New Jersey, och bildade av det området kolonin Pennsylvania, som han 1683 gav en författning. Hans humanitära läggning tog sig uttryck i en mot den amerikanska indianstammen lenape skonsamt förd politik och han försökte även arbeta för de svartas ställning i sin koloni. Penn delade nu sin tid mellan de amerikanska angelägenheterna och religiöst och politiskt arbete i England. 
Vid Jakob II:s tronbestigning 1685 nådde han på grund av sina vänskapliga förbindelser med denne en betydelsefull ställning, som han utnyttjade till förmån för den religiösa toleransen. Efter den "Ärorika revolutionen" 1688 miste han sitt inflytande och anklagades för delaktighet i jakobitiska stämplingar, dock utan att fällas. Ekonomiska bekymmer, sjukdom och problem i Pennsylvania där Penn åter vistades 1688-1701, förmörkade även de senare delen av hans liv.
Penns samlade skrifter utgavs 1726.